# راه‌های مسخره برای مردن
راه‌های مسخره برای مردن (انگلیسی: Dumb Ways to Die) یک بازی ویدئویی پازل بازی ویدئویی تک‌نفره برای سکوهای اندروید، آی‌اواس می‌باشد که توسط جولیان فراست و ساموئل بایرد توسعه و مترو ترینز ملبورن نشر پیدا کرده است.